# Alda Mangini
Alda Angela Mangini (Torino, 13 luglio 1914 – Roma, 19 luglio 1954) è stata un'attrice e cantante italiana.

## Biografia
Nata a Torino nel 1914, già da adolescente inseguì il suo sogno di lavorare nello spettacolo. Dotata di una bella voce da mezzosoprano, seguì corsi di canto e di pianoforte, sino al debutto in piccole parti liriche nei teatri romani, orientando poi il suo indirizzo artistico nel teatro di rivista, dove in poco tempo diventò un'apprezzata soubrette, aiutata dalla sua simpatia e dalla sua brillante comunicatività.
Alla fine degli anni trenta recitò in spettacoli radiofonici dell'EIAR, nella compagnia di Radio Roma. Dopo alcune incisioni di successo entrò nel mondo  dell'avanspettacolo e vinse la Passerella d'Oro come caratterista insieme a un giovanissimo Raimondo Vianello. Grazie a questo premio venne notata da alcuni registi, che fecero di lei un'attrice prima di supporto, poi di classe: l'esordio fu in Vanità, insieme a Walter Chiari. Successivamente l'attrice fu accanto a Totò in numerose pellicole; venne diretta da registi importanti come Mattoli, Comencini, Steno, Monicelli, Soldati.
L'ultimo film interpretato da Alda Mangini, La romana, uscì postumo: durante le riprese fu fortemente debilitata dal cancro di cui già soffriva e si sottopose a un intervento chirurgico rivelatosi inutile, morendo poi il 19 luglio 1954, nella sua abitazione nel quartiere Parioli a Roma, pochi giorni dopo aver compiuto 40 anni.
È sepolta nel cimitero del Verano di Roma.
La sorella minore Wilma Mangini, di dieci anni più giovane, lavorò anche lei per l'EIAR facendo parte del Trio Primavera e recitò in due pellicole: Una famiglia impossibile (1940) e Totò l'allegro fantasma (1941).

## Vita privata
Nel 1940 conobbe all'EIAR il cantante Alfredo Clerici, con cui fu subito amore: i due si sposarono nello stesso anno. L'anno seguente dal matrimonio nacque il figlio Dario.

## Filmografia

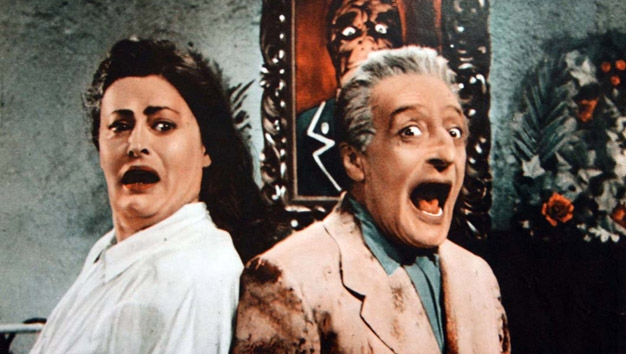
Alda Mangini con Totò in un'immagine promozionale di Totò cerca casa (1949)

- Ecco la radio!, regia di Giacomo Gentilomo (1940)
- Vanità, regia di Giorgio Pàstina (1947)
- Fifa e arena, regia di Mario Mattoli (1948)
- Totò al giro d'Italia, regia di Mario Mattoli (1948)
- L'imperatore di Capri, regia di Luigi Comencini (1949)
- Totò cerca casa, regia di Steno e Monicelli (1949)
- I cadetti di Guascogna, regia di Mario Mattoli (1950)
- Atto di accusa, regia di Giacomo Gentilomo (1950)
- È arrivato il cavaliere, regia di Steno e Monicelli (1950)
- O.K. Nerone, regia di Mario Soldati (1951)
- Totò e le donne, regia di Steno e Monicelli (1952)
- La provinciale, regia di Mario Soldati (1953)
- Anni facili, regia di Luigi Zampa (1953)
- Ivan (il figlio del diavolo bianco), regia di Guido Brignone (1953)
- Lasciateci in pace, regia di Marino Girolami (1953)
- Canto per te, regia di Marino Girolami (1953)
- In amore si pecca in due, regia di Vittorio Cottafavi (1954)
- Il paese dei campanelli, regia di Jean Boyer (1954)
- Pellegrini d'amore, regia di Andrea Forzano (1954)
- La romana, regia di Luigi Zampa (1954)

## Prosa radiofonica Eiar
- L'amore che passa, commedia di E.A. Quintero, regia di Guido Barbarisi, trasmessa il 30 aprile 1940.

## Riviste teatrali
- W le donne di Marcello Marchesi (1945)
- Il congresso si diverte di Garinei e Giovannini, Nelli e Mangini (Francesco Cipriani Marinelli e Mario Mangini) (1946)
- Snob di Michele Galdieri (1950)